# Altamont (Tennessee)
Altamont è un comune degli Stati Uniti d'America, situato nello Stato del Tennessee, nella Contea di Grundy, della quale è il capoluogo.